# Rosalie (Musik)
Rosalie, Vetter Michel oder Schusterfleck sind abfällige Bezeichnungen für die ein- oder mehrmalige tonale oder reale (aufsteigende) Sequenzierung eines mehrtaktigen Melodieabschnitts (in der Regel inklusive der Begleitstimmen) um jeweils einen Ton. Die Bezeichnungen kamen um 1750 auf und zeugen davon, wie sehr schon damals die noch in der ersten Hälfte des 18. Jahrhunderts so beliebten stufenweise steigenden Sequenzen als abgedroschen empfunden wurden.
Der Name Rosalie geht zurück auf das italienische Volkslied Rosalia mia cara, in dem die fragliche Sequenzierung musterhaft vorkommt:
Die zweite Bezeichnung erinnert an das Volkslied Gestern Abend war Vetter Michel da, dessen Mittelteil eine Rosalie enthält:
Das Wort Schusterfleck wurde von Joseph Riepel in verschiedenen Teilen seiner Anfangsgründe zur musicalischen Setzkunst benutzt. Sein erstes Beispiel hierfür lautet so:
Noch Beethoven bezeichnete auf diese Weise den Walzer von Anton Diabelli, der seinen Variationen op. 120 zugrunde liegt. Dabei dürfte er speziell diese Stelle gemeint haben: